# Chromatik
Chromatik (altgr. χρῶμα (chrṓma) = ,Farbe‘) bezeichnet in der tonalen Musik die „Umfärbung“ diatonischer Tonstufen durch Erhöhung oder Erniedrigung (Hoch- bzw. Tiefalteration) um einen Halbton. Die chromatischen Varianten zum Beispiel zu g sind gis und ges.
Im Unterschied zur autonomen Chromatik des 20. Jahrhunderts (freie Tonalität, Atonalität, Dodekaphonie), bei der alle Stufen der chromatischen Tonleiter, unabhängig von ihrer Notation, als eigenständige und gleichberechtigte Elemente des Tonsystems auftreten, setzt im traditionellen Dur-Moll-System der Begriff Chromatik die siebenstufige Diatonik als Grundbestand des Tonsystems voraus. Chromatik ist also der Diatonik als deren Erweiterung untergeordnet.

Beispiel für eine Folge diatonischer und chromatischer Halbtonschritte mit fünf verschiedenen Versetzungszeichen.
Diatonische Tonschritte erkennt man daran, dass eine Fortschreitung zur benachbarten Position im Liniensystem erfolgt, während die Position bei chromatischen Schritten gleich bleibt.

Bewegt sich eine Stimme zwischen zwei Varianten desselben Tons (z. B. f-fis, fis-f, f-fes), so spricht man von chromatischen Fortschreitungen im Unterschied zu diatonischen (e-f oder fis-g). Äußerlich erkennt man den Unterschied zwischen einem diatonischen und einem chromatischen Tonschritt daran, dass bei chromatischen Schritten die Namen der beteiligten Töne gleiche, bei diatonischen Schritten dagegen verschiedene Anfangsbuchstaben haben (einzige Ausnahme: h-b ist auch ein chromatischer Schritt).
Bei reiner Intonation besteht ein Unterschied zwischen chromatischen und diatonischen Fortschreitungen (siehe zum Beispiel das Tonbeispiel beim Passus duriusculus). Diese Unterscheidung ist zum vollen Verständnis musikalischer Abläufe (vor allem bei klassischer Musik) wichtig. Nur bei der gleichstufigen Stimmung – ein Kompromiss in der Intonation – gibt es keinen Unterschied zwischen chromatischen und diatonischen Fortschreitungen, da alle Halbtonschritte gleich groß sind.

## Chromatik-Arten
Juri Choloipow und W. M. Barskij unterschieden folgende Chromatik-Arten:
- Modulationschromatik[1]
- Subsystemartige (bei tonalen Abweichungen)
- leittonartige
- alterierte
- gemischte (als Folge der Vermischung von verschiedenen Diatoniken)
- autonome (oder naturale, oder Heptatonik)

Im Standardwerk für klassische Harmonielehre von Ludwig Thuille (1861–1907) finden sich folgende Einteilungen:
1. alterierte Akkorde
2. chromatischer Halbton (übermäßige Prim), verminderte Terz, übermäßige Sext, verminderter Septakkord mit hochalterierter Terz, Zigeunertonleiter
  - Hochalterierung der II. Stufe
  - Tiefalterierung der II. Stufe
  - Neapolitanischer Sextakkord
  - Tiefalterierung der Unterdominante in Moll, Kombination mehrerer Alterierungen in einem Akkord
3. Modulation
  - Geschlechtswechsel des konsonierenden Dreiklangs
  - weitere chromatische Veränderungen des konsonierenden Dreiklangs
  - chromatische Veränderung dissonanter Dreiklänge allgemein
4. Chromatische Wechselnoten, Vorhalte und Durchgänge, zufällige Harmoniebildung
  - Zusammentreffen chromatisch verschiedener, derselben Stufe angehörenden Töne
  - eingeschobene Akkorde gleicher Harmonien im chromatischen Durchgang
  - Orgelpunkt – liegende Stimme
  - Synkopierung – Doppelharmonien
5. Enharmonische Modulation
  - Verwechslung und Umdeutung
  - Umdeutung des verminderten Septakkords
  - Umdeutung des übermäßigen Dreiklangs
  - Umdeutung des übermäßigen Quintsextakkords
  - weitere Umdeutungen

### Modulationschromatik
Bei einem chromatischen Fortschreiten mit vorgegebener harmonischer Einordnung ist die Schreibweise klar vorgegeben.
Beispiel 1 für eine Modulation in die Mollparallele (Akkorde hier nach „Selig seid ihr“ EKG Württemberg Nr. 651) C-Cis-D:
Das C im Bass gehört noch zum C-Dur-Dominantakkord von F-Dur, das Cis des A-Dur-Akkordes leitet die Modulation nach d-Moll, der Mollparallele von F-Dur, ein.

Beispiel 2 für chromatisches Fortschreiten mit Erhöhung. C-Cis-D-Dis-E-F:
Sopran: c' ein Ton des C-Dur-Akkordes, cis′ → d′ Modulation über Dominantakkord A-Dur nach D-Dur, dis′ (→ e) Modulation über Dominantakkord H-Dur nach E-Dur/e-Moll, wobei der E-Dur -/e-Moll-Akkord jedoch nicht erklingt, sondern gleich ersetzt wird durch e′ → f′ Dominantseptakkord C-Dur nach F-Dur-Akkord.

 Beispiel 3 für chromatisches Fortschreiten mit Erniedrigung C-Des-D-Es-E-F:
Sopran: c′ ein Ton des C-Dur-Akkordes, des′ ein Ton des Neapolitaners, d′ ein Ton des G-Dur-Dominantakkordes, es′ ein Ton des c-Moll-Akkordes, e′ ein Ton des C-Dur-Dominantseptakkordes von F-Dur, f′ ein Ton des F-Dur-Akkordes.

## Diatonische und chromatische Tonstufen im Notenbild
Man kann bei einzelnen Tonstufen nicht an der Benennung der Note alleine erkennen, ob diese diatonisch oder chromatisch ist. Im Kontext mit anderen Noten ist der tonale Zusammenhang entscheidend dafür, ob es sich um einen diatonischen oder chromatischen Ton handelt. So ist f nicht automatisch diatonisch, ebenso wenig wie fis chromatisch sein muss. In einer C-Dur-Umgebung ist f diatonisch, weil es zur diatonischen C-Dur-Tonleiter gehört und fis chromatisch. In einer D-Dur-Umgebung ist fis diatonisch, weil es zur diatonischen D-Dur-Tonleiter gehört, und f ist chromatisch.
Selbst doppelt erhöhte oder erniedrigte Töne müssen nicht zwangsläufig chromatisch sein. So ist zum Beispiel fisis die leitereigene, also diatonische siebte Stufe von Gis-Dur. Solche Fälle sind keinesfalls selten und kommen bereits beim modulationsfreudigen Schubert und noch gehäufter in der romantischen Harmonik von Chopin, Liszt bis Skriabin vor. Häufig wird mittels enharmonischer Verwechslung die einfachere Schreibweise gewählt, diese ist aber dann aus harmonischer Sicht nicht immer korrekt notiert. So wird die aufsteigende chromatische Tonleiter in der Theorie mit Kreuznotation realisiert, während die absteigende Chromatik auf die Verwendung von Bes zurückgreift. In der Praxis greift dieses Notationssystem allerdings nicht zwingend. An sich gibt es also kein einheitliches Verständnis wie letztlich harmonische Zusammenhänge interpretiert und korrekt notiert werden. Unabhängig davon können Intervallverhältnisse unterschiedlich gedeutet werden.

## Diatonische und chromatische Intervalle
Diatonische Intervalle sind solche, die zwischen den Tonstufen einer diatonischen Tonleiter auftreten, also Prime, große und kleine Sekunde, große und kleine Terz, (reine) Quarte und Quinte, kleine und große Sext, kleine und große Septime.
Chromatische Intervalle sind alle übermäßigen und verminderten Intervalle, also z. B. übermäßige Prime, verminderte und übermäßige Sekunde, verminderte und übermäßige Terz usw.
Ein Sonderfall ist der Tritonus. Er kommt zwar in der Diatonik als Intervall zwischen der IV. und VII. Stufe der Durtonleiter vor, wird andererseits aber als übermäßige Variante der reinen Quarte den chromatischen Intervallen zugeordnet.

## Chromatische Tonleiter
Durch eine auf- und absteigende melodische Folge von zwölf Halbtonschritten innerhalb einer Oktave erhält man eine chromatische Tonleiter. Bei Zugrundelegung der gleichstufigen Stimmung ist ihre Intervallstruktur unabhängig davon, mit welchem Ton sie beginnt. Sie hat also keinen Grundton und stellt eine Materialtonleiter dar, aus der durch Auswahl sogenannte Gebrauchstonleitern gewonnen werden können. Erst in der freien Tonalität oder der atonalen Zwölftonmusik wird sie selbst zur Gebrauchstonleiter und tritt an die Stelle der diatonischen Dur- und Molltonleitern.
In der klassischen Instrumentalmusik wurde die chromatische Tonleiter auch gerne als Material virtuosen Laufwerks verwendet, weshalb das Spiel der chromatischen Tonleiter zur technischen Grundausbildung jedes Instrumentalisten gehört.
Die Notation der chromatischen Tonleiter kann nach unterschiedlichen Prinzipien erfolgen. Seit etwa der Mitte des 19. Jahrhunderts setzte sich zunehmend eine Notation durch, die mit einer möglichst geringen Anzahl an Versetzungszeichen auszukommen versucht. Daneben hat sich aber in der Kompositionspraxis noch lange das Bestreben gehalten, durch die Notation die Einbettung in tonale Zusammenhänge zu verdeutlichen.

### Vereinfachte Notation der chromatischen Tonleiter
Bei dieser heute üblichen Notation wird die aufsteigende Tonleiter nur mit Hilfe von Erhöhungen und die absteigende nur mittels Erniedrigungen notiert. Besonders einfach gestaltet sich die Notation, wenn man c als Anfangston wählt:

 Hörbeispiel: Chromatische Tonleiter von c aus: volle Oktave auf- und absteigend
Abspielenⓘ.

### Notation der chromatischen Tonleiter im Dur-Moll-System
Am 16. November 1864 findet sich in der Allgemeinen musikalischen Zeitung ein Bericht über Simon Sechters Harmoniesystem, in dem deutlich wird, dass auch damals keineswegs ein einheitliches Verständnis darüber bestand, wie die chromatische Tonleiter zu notieren ist. Die folgende Notation war für Bach und andere klassische Musiker weitgehend Standard, wobei eine Reihe von Ausnahmen, die hier nicht näher erklärt werden, ebenfalls von Bedeutung sind.
Praktisch bleibt die Schreibweise von allen diatonischen Stufen erhalten und wird nicht durch enharmonisch verwechselte Stufen ersetzt.
In einer aufsteigenden chromatisch erweiterten Dur-Tonleiter (kurz „chromatische Dur-Tonleiter“) werden alle diatonischen Tonstufen bis auf die sechste erhöht. Statt der sechsten wird die siebente diatonischen Tonstufe erniedrigt. Beispiel: Chromatische Dur-Tonleiter von c′ aufwärts
In einer absteigenden chromatischen Dur-Tonleiter werden alle diatonischen Tonstufen bis auf die fünfte erniedrigt. Statt der fünften diatonischen Tonstufe wird die vierte diatonische Tonstufe erhöht. Beispiel: Chromatische Dur-Tonleiter von c″ nach unten. Nimmt man zur C-Dur- und c-Moll-Tonleiter noch das Fis von G-Dur (dominantisch) und das Des von f-Moll (subdominantisch) hinzu, erhält man diese zwölf Stufen.
In der aufsteigenden chromatischen Moll-Tonleiter werden alle diatonischen Stufen mit Ausnahme der ersten erhöht. Statt die erste diatonische Tonstufe zu erhöhen, wird die zweite diatonische Tonstufe erniedrigt. Abweichend davon notieren allerdings manche Komponisten (z. B. Beethoven, Chopin) bei aufsteigenden Tonfolgen oft anstelle der erniedrigten zweiten Stufe eine erhöhte erste Stufe. Beispiel: Chromatische Moll-Tonleiter von a′ nach oben
In der absteigenden chromatischen Moll-Tonleiter ist alles wie in der aufsteigenden Moll-Tonleiter oder wie in der gleichnamigen absteigenden Dur-Tonleiter. Beispiel: Chromatische Dur-Tonleiter von a″ nach unten

Tonbelegung einer Tastatur bei mitteltöniger Stimmung

### Historische Notation der chromatischen Tonleiter bei mitteltöniger Stimmung
Obwohl bereits gegen Ende des 17. Jahrhunderts die ersten wohltemperierten Stimmungen aufkamen, dauerte es bis weit ins 18. Jahrhundert, bevor sie sich gegen die bisher übliche mitteltönige Stimmung durchsetzen konnten. Bis dahin war der verfügbare Tonvorrat und die entsprechende Notation auf das begrenzt, was in der nebenstehenden Abbildung einer mitteltönigen Tastatur angegeben ist. Die Töne des, dis, ges, as und ais standen damals nicht (bzw. nur als klanglich unbefriedigende enharmonische Varianten) zur Verfügung, so dass bestimmte Tonarten nur unrein darstellbar waren. Entsprechend bezeichnet Johann Mattheson noch 1713 die Grunddreiklänge der betreffenden Tonarten folgendermaßen: h dur = h-es-fis, fis dur = fis-b-cis, gis moll = gis-h-es, b moll = b-cis-f, gis dur = gis-c-es, cis dur = cis-f-gis, es moll = es-fis-b.

## Diatonische und chromatische Halbtöne
Die Halbtöne der chromatischen Skala können unterschiedlich definiert werden. Wird nicht die heute üblichste gleichstufige Stimmung verwendet, sind der diatonische und die chromatischen Halbtöne unterschiedlich groß. In Gesangsschulen, die eine variable Intonation mit reinen Intervallen propagieren, wird wegen ihrer unterschiedlichen Größe zwischen diatonischen und chromatischen Halbtonschritten unterschieden.
Diatonische Halbtonschritte sind: c-des, cis-d, d-es, dis-e, e-f, f-ges, fis-g, g-as, gis-a,a-b, ais-h, h-c.
Chromatische Halbtonschritte sind: c-cis, des-d, d-dis, es-e, e-eis, f-fis, ges-g, g-gis, as-a, a-ais, b-h.
Auf unser Notensystem übertragen gilt also:
Halbtöne (eigentlich nicht der Ton, sondern das Intervall kleine Sekunde) auf benachbarten Positionen im Notenliniensystem sind diatonisch, Halbtöne auf derselben Position im Notensystem sind chromatisch.
Beispiel Passus duriusculus. Akkorde hier nach W.A. Mozart Misericordias Domini d-MollChromatic (KV 205 a).
Die Halbtonschritte im Bass sind
c → h: diatonisch

h → b chromatisch

b → a diatonisch

a → as chromatisch

as → g diatonisch
Wird die Verwendung von natürlichen, in der Obertonreihe vorkommenden Intervallen vorausgesetzt, so muss der Ganzton in verschieden große Schritte unterteilt werden. Wird z. B. zwischen f und g eine chromatische Zwischenstufe (fis) eingeschoben, so spaltet sich der Ganzton f-g in einen chromatischen (f-fis) und einen diatonischen Halbton (fis-g) auf. Die Größe dieser Halbtöne hängt vom jeweils zugrundegelegten Stimmungssystem ab.

### Frequenzen der chromatischen Tonleiter in unterschiedlichen Stimmungen
Im Folgenden werden die Frequenzen und Frequenzverhältnisse der Töne der chromatischen Tonleiter aufgezählt und in gleichstufiger Stimmung der reinen Stimmung gegenübergestellt. Dabei wird der Kammerton a′ mit 440 Hz angenommen.
| Chromatische Skala der gleichstufigen Stimmung:                | Chromatische Skala der gleichstufigen Stimmung: | Chromatische Skala der gleichstufigen Stimmung: | Chromatische Skala der gleichstufigen Stimmung: | Chromatische Skala der gleichstufigen Stimmung: | Chromatische Skala der gleichstufigen Stimmung: | Chromatische Skala der gleichstufigen Stimmung: | Chromatische Skala der gleichstufigen Stimmung: | Chromatische Skala der gleichstufigen Stimmung: | Chromatische Skala der gleichstufigen Stimmung: | Chromatische Skala der gleichstufigen Stimmung: | Chromatische Skala der gleichstufigen Stimmung: | Chromatische Skala der gleichstufigen Stimmung: | Chromatische Skala der gleichstufigen Stimmung: | Chromatische Skala der gleichstufigen Stimmung: |
| -------------------------------------------------------------- | ----------------------------------------------- | ----------------------------------------------- | ----------------------------------------------- | ----------------------------------------------- | ----------------------------------------------- | ----------------------------------------------- | ----------------------------------------------- | ----------------------------------------------- | ----------------------------------------------- | ----------------------------------------------- | ----------------------------------------------- | ----------------------------------------------- | ----------------------------------------------- | ----------------------------------------------- |
| Name des Tones                                                 | c                                               | cis/des                                         | d                                               | dis/es                                          | e                                               | f                                               | fis/ges                                         | g                                               | gis/as                                          | a                                               | ais/b                                           | h                                               | c                                               |                                                 |
| Frequenz [Hz]                                                  | 261,6                                           | 277,2                                           | 293,7                                           | 311,1                                           | 329,6                                           | 349,2                                           | 370                                             | 392                                             | 415,3                                           | 440                                             | 466,2                                           | 493,9                                           | 523,3                                           |                                                 |
| In Cent                                                        | 0                                               | 100                                             | 200                                             | 300                                             | 400                                             | 500                                             | 600                                             | 700                                             | 800                                             | 900                                             | 1000                                            | 1100                                            | 1200                                            |                                                 |
| Aufsteigende chromatische Skala der reinen Stimmung von C-Dur: |                                                 |                                                 |                                                 |                                                 |                                                 |                                                 |                                                 |                                                 |                                                 |                                                 |                                                 |                                                 |                                                 |                                                 |
| Name des Tones                                                 | c                                               | des                                             | d                                               | es                                              | e                                               | f                                               | fis                                             | g                                               | as                                              | a                                               | b                                               | h                                               | c                                               |                                                 |
| Frequenz [Hz]                                                  | 264                                             | 281,6                                           | 297                                             | 316,8                                           | 330                                             | 352                                             | 371,25                                          | 396                                             | 422,4                                           | 440                                             | 475,2                                           | 495                                             | 528                                             |                                                 |
| In Cent                                                        | 0                                               | 112                                             | 204                                             | 316                                             | 386                                             | 498                                             | 590                                             | 702                                             | 814                                             | 884                                             | 1018                                            | 1088                                            | 1200                                            |                                                 |

### Pythagoreische Stimmung

Je nach Stimmungssystem unterscheiden sich die Tonstufen, hier am Beispiel Fis und Ges gezeigt. Verglichen mit der gleichstufigen Stimmung ist das rein gestimmte Fis tiefer und das Ges höher. Bei pythagoreischer oder mitteltöniger Stimmung ist das Fis höher und das Ges tiefer als bei gleichstufiger Stimmung.

Die pythagoreische Stimmung gewinnt alle Töne, auch den großen Ganzton, nur durch Kombination der beiden ersten Intervalle der Obertonreihe, Oktave und Quinte, und kennt nur den großen Ganzton (Frequenzverhältnis 9:8). Dieser wird in einen chromatischen Halbton mit dem Frequenzverhältnis 2187/2048 (entspricht zirka 114 Cent) und einen diatonischen Halbton mit dem Frequenzverhältnis 256/243 (zirka 90 Cent) unterteilt. Der pythagoreische chromatische Halbton wird auch Apotome, der diatonische Limma genannt.
Da in der pythagoreischen Stimmung der chromatische Halbton größer als der diatonische ist, liegt hier zum Beispiel fis höher als ges. Auf dieser Intonation beruht die im 20. Jahrhundert weit verbreitete Lehre, der Leitton (zum Beispiel fis) sei eigentlich höher zu intonieren als in der gleichstufigen Stimmung.

### Reine Stimmung
Die reine Stimmung orientiert sich an der Quarte (Frequenzverhältnis 4/3) und zusätzlich an der reinen großen Terz (Frequenzverhältnis 5/4), die eine Oktave höher als Intervall zwischen dem achten und zehnten Teilton der Obertonreihe wiederkehrt. Dort bildet die großen Terz das Produkt aus dem großen Ganzton (Frequenzverhältnis 9/8) und dem kleinen Ganzton (Frequenzverhältnis 10/9) (9/8 · 10/9 = 90/72 = 5/4). Der diatonische Halbton der reinen Stimmung ist das Überbrückungsintervall zwischen großer Terz und Quarte. Sein Frequenzverhältnis errechnet sich zu 16/15, was zirka 112 Cent entspricht. Der große Ganzton lässt sich in den diatonischen Halbton und den großen chromatischen Halbton mit (Frequenzverhältnis 135/128) (zirka 92 Cent) aufspalten und der kleine Ganzton in den diatonischen Halbton und den kleinen chromatischen Halbton mit (Frequenzverhältnis 25/24) (zirka 71 Cent).
Beide Varianten der chromatischen Halbtöne in reiner Stimmung sind kleiner als der diatonische Halbton, so dass jetzt zum Beispiel fis tiefer als ges ist. Im Rahmen der historischen Aufführungspraxis und aus der Überlegung heraus, dass die gehörte Konsonanz d-fis auf der reinen großen Terz beruht, wird auf Instrumenten mit flexibler Intonation heute in der tonalen Musik diese Variante bevorzugt.

### Mitteltönige Stimmung
In mitteltönigen Stimmungen verwendet man theoretisch ein Intervall von 76 Cent für den chromatischen Halbton und 117 Cent für den diatonischen Halbton.

### Ungleichschwebend temperierte Stimmung
Sogenannte wohltemperierte Stimmungen wie die Werckmeister-Stimmung oder die Kirnberger-Stimmungen liegen in der Intonation zwischen der gleichstufigen und der mitteltönigen Stimmung.